# Symphytognatha brasiliana
Symphytognatha brasiliana is een spinnensoort uit de familie Symphytognathidae. De soort komt voor in Brazilië.